# Evolution Studios
Evolution Studios was een Brits computerspelontwikkelaar gevestigd in Runcorn. Het bedrijf werd in 1999 opgericht en werd in 2007 overgenomen door Sony Interactive Entertainment.
Op 22 maart 2016 werd bekendgemaakt dat de studio door Sony was gesloten. In april 2016 werd het ex-ontwikkelteam van Evolution Studios bij Codemasters aangenomen.

## Ontwikkelde spellen
| Release | Titel                    | Platform                        |
| ------- | ------------------------ | ------------------------------- |
| 2001    | World Rally Championship | PlayStation 2                   |
| 2002    | WRC II Extreme           | PlayStation 2                   |
| 2003    | WRC 3                    | PlayStation 2                   |
| 2004    | WRC 4                    | PlayStation 2                   |
| 2005    | WRC: Rally Evolved       | PlayStation 2                   |
| 2006    | MotorStorm               | PlayStation 3                   |
| 2008    | MotorStorm: Pacific Rift | PlayStation 3                   |
| 2011    | MotorStorm: Apocalypse   | PlayStation 3                   |
| 2012    | MotorStorm: RC           | PlayStation 3, PlayStation Vita |
| 2014    | Driveclub                | PlayStation 4                   |